# 北杨线
北杨线即北杨支线，位于上海市的一條鐵路線，由原上钢五厂专用线延伸改造而成。

## 概览
1970年代后期，国家决定在上海兴建大型钢铁企业上海宝山钢铁总厂，建成投产后将有362万吨年运量的物资需要通过铁路运输。为了解决宝钢至上钢一厂之间以及进出宝钢的原材料和成品的运输需要，兴建宝钢专用线。利用在南何支线北郊站出岔的上钢五厂已有专用线，新建张庙站、杨行站两个车站。线路于1980年4月开工，1984年11月竣工。线路全长10.04公里，于1985年6月1日正式营业，并改名为北杨支线。

## 车站
- 北郊站
- 张庙站
- 杨行站

## 沿革
- 1960年 上钢五厂专用线开工并建成[2]
- 1980年4月 宝钢专用线开工
- 1984年10月1日 张庙站设立[3]
- 1985年5月 改名为北杨支线
- 1985年6月1日 线路正式营业
- 1988年1月 蕰藻浜大桥开工
- 1989年8月1日 蕰藻浜大桥通车